# 布兰科·科斯蒂奇
布兰科·科斯蒂奇（1939年8月28日—2020年8月20日），塞族人，蒙特內哥羅经济学家、政治人物。曾任南斯拉夫社会主义联邦共和国主席团副主席、代理主席，黑山社會主義共和國主席团主席。

## 生平
1939年8月28日生于南斯拉夫王國采蒂涅。毕业于贝尔格莱德经济学院（现贝尔格莱德大学经济学院）。1957年加入南斯拉夫共產主義者聯盟。
曾任南斯拉夫共產主義者聯盟贝尔格莱德大学委员会委员、组织书记。1963年在黑山共产主义者联盟第四次全国代表大会上当选为中央委员会委员。此后历任南斯拉夫社会主义青年联盟中央委员会主席、黑山劳动人民社会主义联盟共和国会议主席、黑山社會主義共和國主席团委员。
1989年3月至1990年12月，任黑山社會主義共和國主席团主席。1990年，他成为黑山社会主义者民主党党员。1991年5月16日，任南斯拉夫社会主义联邦共和国主席团委员。6月30日，任主席团副主席。同年12月6日至1992年6月15日，任代理主席。1991年12月至1992年6月，他还担任不结盟运动秘书长。
他是塞尔维亚-黑山联盟构想的积极倡导者，支持两族统一。1993年，他在黑山总统选举第二轮投票中输给莫米尔·布拉托维奇，此后退出政坛。
2020年8月20日在蒙特內哥羅波德戈里察逝世，终年80岁。